# Борхен
Борхен (нем. Borchen) — община в Германии, в земле Северный Рейн-Вестфалия.
Подчиняется административному округу Детмольд. Входит в состав района Падерборн.  Население составляет 13 488 человек (на 31 декабря 2010 года). Занимает площадь 77,13 км².
Коммуна подразделяется на 5 сельских округов.

## Фотографии

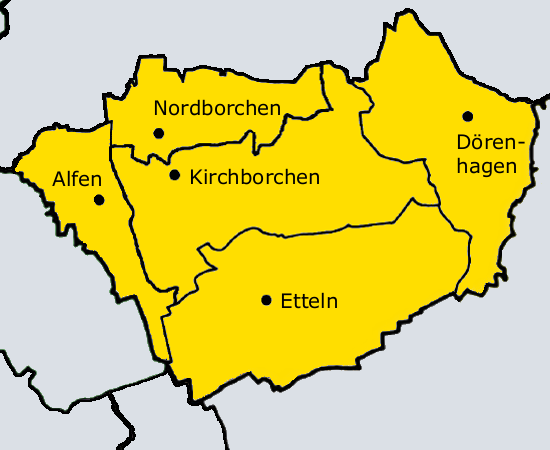
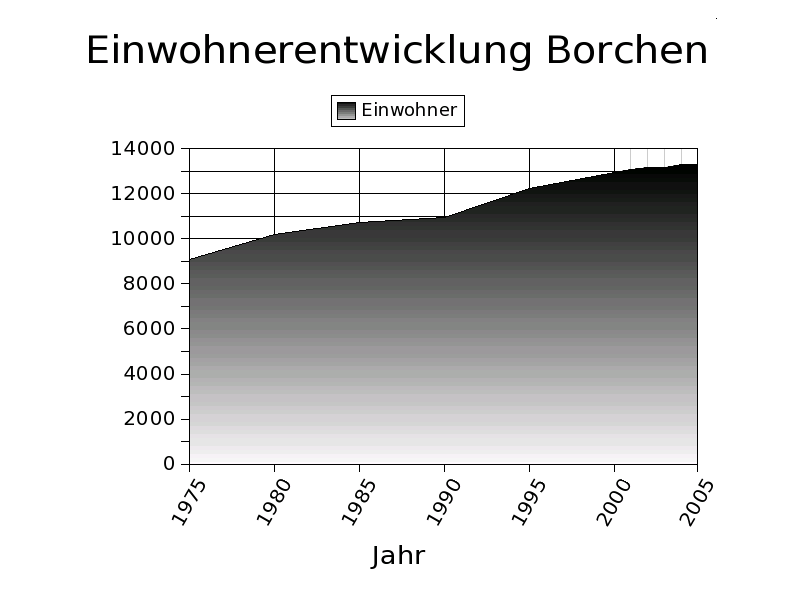
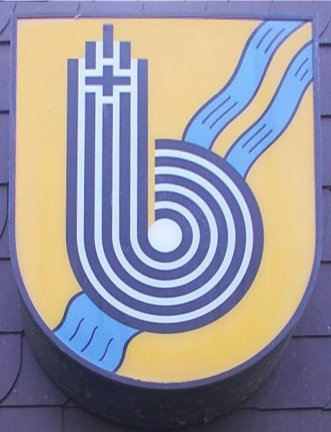